# 354. brigada za civilne zadeve (ZDA)
354. brigada za civilne zadeve (izvirno angleško 354th Civil Affairs Brigade) je bila brigada za civilne zadeve Kopenske vojske Združenih držav Amerike.